# Enterprise Football League 2007
L'edizione 2007 della Enterprise Football League, la Massima Serie del Campionato di calcio di Taiwan, vide la vittoria del Taiwan Power Company F.C. che si qualificò alla Coppa del Presidente dell'AFC 2008.

## Classifica finale
|                   | Pos. | Squadra          | Pt | G | V | N | P | GF | GS | DR |
| ----------------- | ---- | ---------------- | -- | - | - | - | - | -- | -- | -- |
| Taiwan (bandiera) | 1.   | Taiwan Power Co. | 11 | 6 | 3 | 2 | 1 | 9  | 11 | -2 |
|                   | 2.   | NSTC             | 10 | 6 | 2 | 4 | 0 | 12 | 8  | +4 |
|                   | 3.   | Fubon Financial  | 5  | 6 | 1 | 2 | 3 | 11 | 11 | 0  |
|                   | 4.   | Tatung           | 5  | 6 | 1 | 2 | 3 | 9  | 11 | -2 |

Legenda:
      Campione di Taiwan e ammessa alla Coppa del Presidente dell'AFC 2008.
Regolamento:
Tre punti per la vittoria, uno per il pareggio, zero per la sconfitta.
In caso di arrivo di due o più squadre a pari punti, la graduatoria finale verrà stilata secondo la classifica avulsa tra le squadre interessate, ad eccezione dell'assegnazione dello scudetto e del quartultimo posto (ultimo posto salvezza), per i quali è previsto uno spareggio.
La classifica avulsa è compilata sulla base dei seguenti criteri:
- Punti negli scontri diretti
- Differenza reti negli scontri diretti
- Differenza reti generale
- Reti realizzate in generale
- Sorteggio

## Risultati
|                 | Fub  | NST  | Tai  | Tat  |
| --------------- | ---- | ---- | ---- | ---- |
| Fubon Financial | –––– | 1-1  | 2-3  | 1-4  |
| NSTC            | 2-1  | –––– | 2-2  | 1-1  |
| Taipower        | 0-5  | 1-1  | –––– | 2-1  |
| Tatung          | 1-1  | 2-5  | 0-1  | –––– |

### Andata
| Fongshan City 13 gennaio 2007 13:00                                                        | Taipower  | 1 – 1 [http://www.ctfa.com.tw/game/gameinfo.asp?game_category=M&game_year=2007&waterxno=9 referto] | Kenting Chateau | Kaohsiung County Stadium |
| \| \| \| \| \| 38’ Pan Kuao-Kai · Chiang Shih-lu 42’ \| Marcatori \| 38’ Fang Ching-jen \| |           | |                 |                          |
|                                                                                            |           | |                 |                          |
| 38’ Pan Kuao-Kai · Chiang Shih-lu 42’                                                      | Marcatori | 38’ Fang Ching-jen                                                                                 |                 |                          |

| Fongshan City 13 gennaio 2007 15:00                                                | Fubon Financial | 1 – 1 [http://www.ctfa.com.tw/game/gameinfo.asp?game_category=M&game_year=2007&waterxno=10 referto] | Tatung | Kaohsiung County Stadium |
| \| \| \| \| \| Chang Han 75’ \| Marcatori \| 15’ Hsu Che-hao · 60’ Tsai Hui-kai \| |                 | |        |                          |
|                                                                                    |                 | |        |                          |
| Chang Han 75’                                                                      | Marcatori       | 15’ Hsu Che-hao · 60’ Tsai Hui-kai                                                                  |        |                          |

| Fongshan City 20 gennaio 2007 13:00                                                                                              | Tatung    | – [http://www.ctfa.com.tw/game/gameinfo.asp?waterxno=11&game_category=M&game_year=2007 referto] | Kenting Chateau | Kaohsiung County Stadium |
| \| \| \| \| \| Chang Wu-yeh 77’ Wu Chun-i 87’ \| Marcatori \| 11’ Chen Chi-feng · 46’, 51’ Tseng Tai-lin · 49’ Feng Pao-hsing \| |           |                                                                                                 |                 |                          |
| |           |                                                                                                 |                 |                          |
| Chang Wu-yeh 77’ Wu Chun-i 87’                                                                                                   | Marcatori | 11’ Chen Chi-feng · 46’, 51’ Tseng Tai-lin · 49’ Feng Pao-hsing                                 |                 |                          |

| Fongshan City 20 gennaio 2007 15:00 | Taipower  | – [http://www.ctfa.com.tw/game/news.asp?game_year=2007&game_category=M&news_id=633 referto] | Fubon Financial | Kaohsiung County Stadium |
| \| \| \| \| \| 35’ Cheng Yung-jen · 48’, 84’ Kuo Chun-yi · 87’ Huang Wen-cheng · 90’ Chiang Shih-lu \| Marcatori \| 21’ Huang Cheng-tsung 31’ Huang Kai-chun 69’, 85’ Chang Han 90’ Chen Po-liang \| |           |                                                                                             |                 |                          |
| |           |                                                                                             |                 |                          |
| 35’ Cheng Yung-jen · 48’, 84’ Kuo Chun-yi · 87’ Huang Wen-cheng · 90’ Chiang Shih-lu | Marcatori | 21’ Huang Cheng-tsung 31’ Huang Kai-chun 69’, 85’ Chang Han 90’ Chen Po-liang               |                 |                          |

| Fongshan City 22 gennaio 2007 13:00 | Kenting Chateau | – [http://www.ctfa.com.tw/game/gameinfo.asp?waterxno=13&game_category=M&game_year=2007 referto] | Fubon Financial | Kaohsiung County Stadium |
| \| \| \| \| \| Lin Po-yuan 13’ · Lee Meng-chian 22’ · 29’ Lin Po-yuan · 35’ Chen Bing-shin · 76’ Huang Shih-chan \| Marcatori \| 63’ (rig.) Huang Cheng-tsung · 70’ Hsu Hsiang-yu \| |                 |                                                                                                 |                 |                          |
| |                 |                                                                                                 |                 |                          |
| Lin Po-yuan 13’ · Lee Meng-chian 22’ · 29’ Lin Po-yuan · 35’ Chen Bing-shin · 76’ Huang Shih-chan                                                                                    | Marcatori       | 63’ (rig.) Huang Cheng-tsung · 70’ Hsu Hsiang-yu                                                |                 |                          |

| Fongshan City 22 gennaio 2007 15:00 | Tatung    | – [http://www.ctfa.com.tw/game/gameinfo.asp?waterxno=14&game_category=M&game_year=2007 referto]     | Taipower | Kaohsiung County Stadium |
| \| \| \| \| \| 18’ Chang Wu-yeh · 51’ Chang Chih-chung · 82’ Kao Hao-chieh \| Marcatori \| 17’ (rig.) Tu Chu-hsien · 26’ Tu Ming-feng · 42’ Tu Chu-hsien · 57’ Lee Tai-lin · 90’ Yang Tzu-lung \| |           | |          |                          |
| |           | |          |                          |
| 18’ Chang Wu-yeh · 51’ Chang Chih-chung · 82’ Kao Hao-chieh | Marcatori | 17’ (rig.) Tu Chu-hsien · 26’ Tu Ming-feng · 42’ Tu Chu-hsien · 57’ Lee Tai-lin · 90’ Yang Tzu-lung |          |                          |

### Ritorno
| Taipei 1º aprile 2007 14:00 | Tatung    | 4 – 1 [http://www.ctfa.com.tw/game/gameinfo.asp?game_category=M&game_year=2007&waterxno=15 referto] | Fubon Financial | Pailing Sport Park |
| \| \| \| \| \| Chuang Yao-tsung 7’ Lin Kuei-pin 9’ Huang Wei-yi 28’ Chang Chih-chung 86’ \| Marcatori \| 57’ Huang Kai-chun \| |           | |                 |                    |
| |           | |                 |                    |
| Chuang Yao-tsung 7’ Lin Kuei-pin 9’ Huang Wei-yi 28’ Chang Chih-chung 86’                                                      | Marcatori | 57’ Huang Kai-chun                                                                                  |                 |                    |

| Taipei 1º aprile 2007 16:00 | Taipower  | 2 – 2 [http://www.ctfa.com.tw/game/gameinfo.asp?game_category=M&game_year=2007&waterxno=16 referto] | Kenting Chateau | Pailing Sport Park |
| \| \| \| \| \| Pan Kuao-Kai 8’ · 32’ Tu Ming-feng · 5’, 40’ Cheng Yung-jen · Chiang Shih-lu 87’ \| Marcatori \| 25’ Wang Cheng-ming 33’ Tseng Tai-lin \| |           | |                 |                    |
| |           | |                 |                    |
| Pan Kuao-Kai 8’ · 32’ Tu Ming-feng · 5’, 40’ Cheng Yung-jen · Chiang Shih-lu 87’                                                                         | Marcatori | 25’ Wang Cheng-ming 33’ Tseng Tai-lin                                                               |                 |                    |

| Taipei 8 aprile 2007 14:00 | Kenting Chateau | 1 – 1 [http://www.ctfa.com.tw/game/gameinfo.asp?game_category=M&game_year=2007&waterxno=17 referto] | Tatung | Pailing Sport Park |
| \| \| \| \| \| Fang Ching-jen 70’ · 71’ Chen Chun-chieh · 78’ Wang Chih-sheng · 53’, 73’ Feng Pao-hsing · 90’ Chen Bing-shin \| Marcatori \| 5’ Chen Chung-tzu · 53’ Huang Wei-yi · 69’ Chuang Wei-lun \| |                 | |        |                    |
| |                 | |        |                    |
| Fang Ching-jen 70’ · 71’ Chen Chun-chieh · 78’ Wang Chih-sheng · 53’, 73’ Feng Pao-hsing · 90’ Chen Bing-shin                                                                                             | Marcatori       | 5’ Chen Chung-tzu · 53’ Huang Wei-yi · 69’ Chuang Wei-lun                                           |        |                    |

| Taipei 8 aprile 2007 16:00 | Fubon Financial | 2 – 3 [http://www.ctfa.com.tw/game/gameinfo.asp?game_category=M&game_year=2007&waterxno=18 referto] | Taipower | Pailing Sport Park |
| \| \| \| \| \| Chen Po-liang 29’, 86’ · 86’ Hsu Hsiang-yu \| Marcatori \| 23’ Chen Jiunn-ming · 88’, 91’ Chiang Shih-lu · 89’ Huang Wen-cheng \| |                 | |          |                    |
| |                 | |          |                    |
| Chen Po-liang 29’, 86’ · 86’ Hsu Hsiang-yu | Marcatori       | 23’ Chen Jiunn-ming · 88’, 91’ Chiang Shih-lu · 89’ Huang Wen-cheng                                 |          |                    |

| [[, Taipei]] 14 aprile 2007 14:00 | Taipower  | 2 – 1 [http://www.ctfa.com.tw/game/gameinfo.asp?game_category=M&game_year=2007&waterxno=19 referto] | Tatung | Taipei American School |
| \| \| \| \| \| Chen Chi-feng 13’ · Lin Po-yuan 62’ · 68’ Lee Tai-lin · 80’ Lin Po-yuan · 86’ Pan Kuao-Kai \| Marcatori \| 23’ Chuang Wei-lun · 36’ Wu Chun-i · 82’ Chang Wu-yeh · 84’ Chuang Wei-lun \| |           | |        |                        |
| |           | |        |                        |
| Chen Chi-feng 13’ · Lin Po-yuan 62’ · 68’ Lee Tai-lin · 80’ Lin Po-yuan · 86’ Pan Kuao-Kai | Marcatori | 23’ Chuang Wei-lun · 36’ Wu Chun-i · 82’ Chang Wu-yeh · 84’ Chuang Wei-lun                          |        |                        |

| [[, Taipei]] 14 aprile 2007 16:00 | Kenting Chateau | 1 – 1 [http://www.ctfa.com.tw/game/gameinfo.asp?game_category=M&game_year=2007&waterxno=20 referto] | Fubon Financial | Taipei American School |
| \| \| \| \| \| Wang Yong-lun 75’ · 45’, 80’ Fang Ching-jen \| Marcatori \| 14’ Huang Cheng-tsung · 74’ Yang Chao-hsun · 89’ Chen Yi-wei \| |                 | |                 |                        |
| |                 | |                 |                        |
| Wang Yong-lun 75’ · 45’, 80’ Fang Ching-jen                                                                                                | Marcatori       | 14’ Huang Cheng-tsung · 74’ Yang Chao-hsun · 89’ Chen Yi-wei                                        |                 |                        |

## Statistiche

### Squadre

#### Capoliste solitarie
|    | —— | ——   | ——   | ——   | ——  | —— |  |
|    |    | NSTC | NSTC | NSTC | Tai |    |  |
|    |    |      |      |      |     |    |  |
|    |    |      |      |      |     |    |  |
| 1ª | 2ª | 3ª   | 4ª   | 5ª   | 6ª  |    |  |

#### Classifica in divenire
|          | 1ª | 2ª | 3ª | 4ª | 5ª | 6ª |
|          |    |    |    |    |    |    |
| -------- | -- | -- | -- | -- | -- | -- |
| Fubon    | 1  | 4  | 4  | 4  | 4  | 5  |
| NSTC     | 1  | 4  | 7  | 8  | 9  | 10 |
| Taipower | 1  | 1  | 4  | 5  | 8  | 11 |
| Tatung   | 1  | 1  | 1  | 4  | 5  | 5  |

#### Classifiche di rendimento

##### Rendimento andata-ritorno
| Andata   | Andata | Ritorno  | Ritorno |
| NSTC     | 7      | Taipower | 7       |
| Taipower | 4      | Tatung   | 4       |
| Fubon    | 4      | NSTC     | 3       |
| Tatung   | 1      | Fubon    | 1       |

##### Rendimento casa-trasferta
| Casa     | Casa | Trasferta | Trasferta |
| Taipower | 5    | Taipower  | 6         |
| NSTC     | 5    | NSTC      | 5         |
| Tatung   | 3    | Fubon     | 4         |
| Fubon    | 1    | Tatung    | 2         |

#### Primati stagionali
Squadre
Partite

### Individuali

#### Classifica marcatori
| Marcatore      | Squadra  |
| -------------- | -------- |
| Chiang Shih-lu | Taipower |

| Marcatore         | Squadra         |
| ----------------- | --------------- |
| Chang Han         | Fubon Financial |
| Chen Po-liang     | Fubon Financial |
| Huang Cheng-tsung | Fubon Financial |
| Tseng Tai-lin     | Kenting Chateau |

| Marcatore      | Squadra         |
| -------------- | --------------- |
| Fang Ching-jen | Kenting Chateau |
| Feng Pao-hsing | Kenting Chateau |
| Huang Kai-chun | Fubon Financial |
| Lin Po-yuan    | Taipower        |

| Marcatore        | Squadra         |
| ---------------- | --------------- |
| Chang Chih-chung | Tatung          |
| Chang Wu-yeh     | Tatung          |
| Chen Chi-feng    | Kenting Chateau |
| Chen Chung-tzu   | Tatung          |
| Chen Jiunn-ming  | Taipower        |
| Chuang Wei-lun   | Tatung          |
| Chuang Yao-tsung | Tatung          |
| Hsu Che-hao      | Tatung          |
| Huang Wei-yi     | Tatung          |
| Lee Meng-chian   | Taipower        |
| Lin Kuei-pin     | Tatung          |
| Pan Kuao-Kai     | Taipower        |
| Tu Chu-hsien     | Taipower        |
| Wang Cheng-ming  | Kenting Chateau |
| Wang Yong-lun    | Kenting Chateau |
| Wu Chun-i        | Tatung          |